# La Celle-Saint-Avant
La Celle-Saint-Avant este o comună în departamentul Indre-et-Loire, Franța. În 1 ianuarie 2022 avea o populație de 1.059 de locuitori.